# ЗЕСКО Юнайтед
Футбольний клуб «ЗЕСКО Юнайтед» (англ. ZESCO United Football Club) — замбійський професійний футбольний клуб, який базується в місті Ндола. Клуб був заснований у 1974 році, та грає домашні матчі на стадіоні «Леві Мванаваса» місткістю 49800 глядачів. Власником і головним спонсором клубу є енергоенеруюча компанія ZESCO. «ЗЕСКО Юнайтед» грає в Замбійській Суперлізі, найвищому дивізіоні країни, та є одним із найтитулованіших клубів країни, команда 9 разів ставала чемпіоном країни, також клуб у 2006 році виграв Кубок Замбії.

## Титули і досягнення
- Чемпіон Замбії (9): 2007, 2008, 2010, 2014, 2015, 2017, 2018, 2019, 2021
- Володар Кубка Замбії (1): 2006
- Володар Суперкубку Замбії (5): 2007, 2011, 2015, 2017, 2021